# موخور-چرگا
موخور-چرگا (به لاتین: Mukhor-Cherga) یک منطقهٔ مسکونی در روسیه است که در جمهوری آلتای واقع شده‌است.